# Marietta Marcolini
Marietta Marcolini (Florència, Toscana, 1780 - 1815) fou una contralt italiana.
De 1805 a 1820 treballà en els principals teatres d'Europa, i aconseguí una sèrie de sorollosos triomfs. Alguns autors van compondre òperes especialment per a ella, per exemple, Gioachino Rossini.

## Obra seleccionada
Va destacar en:
- Ernestina a L'equivoco stravagante (Bolonya 1811)
- Ciro a Ciro in Babilonia (Ferrara 1812)
- Clarice a La pietra del paragone (Milà 1812)
- Isabella a L'italiana in Algeri (Venècia 1813)
- Sigismondo a Sigismondo (Venècia 1814)